# Erik Hansen (arkitekt)
 For alternative betydninger, se Erik Hansen. (Se også artikler, som begynder med Erik Hansen)
Erik Hansen (født 13. maj 1927 i Ribe, død 31. december 2016) var en dansk arkitekt, som særlig gjorde sig bemærket internationalt med bygningsarkæologi. Hansen havde et langt samarbejde med den franske arkæologiske skole i Athen, hvilket medførte, at han fik opgaver for UNESCO i flere lande som rådgiver i forbindelse med restaureringen af monumenter på UNESCOs Verdensarvsliste.
Hansen var også leder af restaureringen af Marmorbroen i København 1978–1996.
Hansen blev tildelt Eckersberg Medaillen i 1977 og C.F. Hansen Medaillen i 2010.